# 12-es busz (Ajka)
Az ajkai 12-es jelzésű autóbusz a Vasútállomás - Tósokberénd - Liliom utca - Vasútállomás útvonalon közlekedik. A vonalat a Volánbusz üzemelteti.

## Közlekedése
Munkanapokon a csúcsidőben és szombaton délelőtt 30 percenként, minden egyéb időszakban óránként közlekedik. Munkanapokon az első járat a Rendelőintézet és a Május 1. tér megállóhelyek érintésével, de a Liliom utcai elágazás és az Irodaház közötti megállóhelyek érintése nélkül közlekedik.

## Útvonala
| Vasútállomás → Tósokberénd → Liliom utca → Vasútállomás |
| --- |
| Vasútállomás – Alkotmány utca – Fő út – Szabadság tér – Kossuth utca – Ifjúság utca – Móra Ferenc utca – Petőfi Sándor utca – Móricz Zsigmond utca – Petőfi Sándor utca – Szent István út – Dobó Katica utca – Tósokberénd, forduló – Dobó Katica utca – Váci Mihály utca – Szent István út – Liliom utca – Széchenyi utca – Pálma utca – Petőfi Sándor utca – Móricz Zsigmond utca – Petőfi Sándor utca – Móra Ferenc utca – Ifjúság utca – Kossuth utca – Szabadság tér – Fő út – Alkotmány utca – Vasútállomás |

## Megállóhelyei
| 0  | 0  | Vasútállomás                    | 1, 10Y, 14 | Ajka |
| 1  | 1  | Üveggyár                        | 1, 10Y, 14 | Helyközi autóbusz-állomás, Ajka Kristály Üveggyár, Mentőállomás, Rendőrkapitányság, Vásárcsarnok, Vörösmarty Mihály Általános Iskola és Gimnázium |
| 2  | 2  | Hild park                       | 4, 14      | Városközpont, Helyközi autóbusz-állomás, Polgármesteri Hivatal, Jézus Szíve Plébánia, Hotel Ajka, Hild park                                       |
| ∫  | 4  | Rendelőintézet                  |            | Rendelőintézet, Polgármesteri Hivatal, Ajkai Mozi, Petőfi Sándor tér, Bródy Imre Gimnázium és Alapfokú Művészetoktatási Intézmény                 |
| ∫  | 5  | Május 1. tér                    | 4          | |
| 4  | ∫  | Irodaház                        |            | Rendelőintézet, Polgármesteri Hivatal, Ajkai Mozi, Szabadság tér, Református templom                                                              |
| 5  | ∫  | Kossuth utca                    |            | |
| 7  | ∫  | Ifjúság utca                    | 4          | |
| 8  | ∫  | Sport utca                      | 4, 10, 10Y | Bányász sporttelep, SPAR Áruház |
| 9  | ∫  | Móra Ferenc utca                | 4, 10, 10Y | Borsos Miklós Általános Iskola |
| 10 | ∫  | Petőfi Sándor utca              |            | |
| 12 | 7  | Pálma utcai elágazás            |            | |
| 13 | 8  | Szent István út                 |            | |
| 15 | 10 | Tósokberénd, autóbusz-váróterem |            | Szent István király templom, Batthyány tér |
| 16 | 11 | Tósokberénd, iskola             |            | Református templom, Szent István Király Római Katolikus Általános Iskola, Tósokberéndi temető                                                     |
| 19 | 13 | Tósokberénd, forduló            |            | |
| 21 | 15 | Tósokberénd, iskola             |            | Református templom, Szent István Király Római Katolikus Általános Iskola, Tósokberéndi temető                                                     |
| 24 | 18 | Damjanich utca                  |            | |
| 25 | 19 | Tósokberénd, autóbusz-váróterem |            | Szent István király templom, Batthyány tér |
| ∫  | 20 | Szent István út                 |            | |
| ∫  | 21 | Pálma utcai elágazás            |            | |
| ∫  | 23 | Május 1. tér                    | 4          | |
| ∫  | 24 | Rendelőintézet                  |            | Rendelőintézet, Polgármesteri Hivatal, Ajkai Mozi, Petőfi Sándor tér, Bródy Imre Gimnázium és Alapfokú Művészetoktatási Intézmény                 |
| 26 | ∫  | Liliom utcai elágazás           |            | |
| 28 | ∫  | Liliom utca                     |            | |
| 29 | ∫  | Nefelejcs utca                  |            | |
| 30 | ∫  | Fekete István utca              |            | |
| 31 | ∫  | Pálma utca                      |            | |
| 32 | ∫  | Petőfi Sándor utca              |            | |
| 33 | ∫  | Móra Ferenc utca                | 4, 10, 10Y | Borsos Miklós Általános Iskola |
| 34 | ∫  | Sport utca                      | 4, 10, 10Y | Bányász sporttelep, SPAR Áruház |
| 35 | ∫  | Ifjúság utca                    | 4          | |
| 36 | ∫  | Kossuth utca                    |            | |
| 37 | ∫  | Irodaház                        |            | Rendelőintézet, Polgármesteri Hivatal, Ajkai Mozi, Szabadság tér, Református templom                                                              |
| 39 | 26 | Hild park                       | 4, 14      | Városközpont, Helyközi autóbusz-állomás, Polgármesteri Hivatal, Jézus Szíve Plébánia, Hotel Ajka, Hild park                                       |
| 40 | 27 | Üveggyár                        | 1, 10Y, 14 | Helyközi autóbusz-állomás, Ajka Kristály Üveggyár, Mentőállomás, Rendőrkapitányság, Vásárcsarnok, Vörösmarty Mihály Általános Iskola és Gimnázium |
| 41 | 28 | Vasútállomás                    | 1, 10Y, 14 | Ajka |

1. ↑  Munkanapokon az első járat a Rendelőintézet és a Május 1. tér megállóhelyek érintésével, de a Liliom utcai elágazás és az Irodaház közötti megállóhelyek érintése nélkül közlekedik.